# 共有包層

紅巨星 (左邊，紅色) 充滿了它的洛希瓣 (綠色破折線) 並且開始傳輸質量給主序星 (右邊，黃色)。隨著轉移質量的吸積，大質量恆星的核心 (灰色) 和主序星都被吞噬進共有的包層內。

共有包層 (common envelope，CE) 歸因於天文學的聯星在發展過程中短期 (數月至數年) 的相變，兩顆星中最大的一顆 (捐助者) 開始不穩定的將質量轉移給伴星。當捐助星的半徑更快速的擴張或是聯星的軌道不是很快速的縮小，質量的傳輸是不穩定的。因此，當捐助星充滿了洛希瓣，質量開始傳輸，並且恆星開始擴張而軌道因此縮小，導致更多的質量溢出洛希瓣，這加速了質量的傳輸，導致軌道收縮得更快，捐助者也膨脹得更快，等等。這會導致失控的動力學不穩定質量傳輸程序，結果是捐助星的包層將快速的膨脹，並吞噬掉伴星，因此才稱為共有包層。 
一顆能形成共有包層的典型捐助星通常都是巨星，它有著巨大的對流層和通常是簡併物质组成的致密核心。由於核心和包層在尺度上的差異，核心不會參與包層與共有包層的擴張，同時共有包層將包含兩個物體：捐助星遠來的核心和伴星。這兩個物體 (最初) 在共有包層內繼續它們的軌道運動。然而，它們被認為因為包層內氣體的拖曳力，這兩個物體將失去能量，而會將它們帶入更緊密的軌道，並且使軌道的實際速度增加 (因此這兩個物體的動能增加，但是它們的在聯星系統中位能的減少大於動能，所以最終的結果是能量損失)。 失去的軌道能量被假設使包層的溫度上升並使包層擴展，並且在共有包層階段結束時，可能是包層散逸至太空中，或是這兩個物體在包層內合併而沒有更多能量使包層繼續擴展或驅散包層。在這個階段，双星轨道在共有包層內的收縮被稱為旋入 (spiral-in )。
共有包層階段是密接聯星演化中一個重要过程，但对其物理機制了解依然有限。許多天体物理模型都使用上述共有包層过程作為最後恒星演化最后阶段的大致結果。然而，隨著電腦能力的增強，我們開始使用流體動力學的代碼，完成共有包層的模型。儘管如此，即使這些計算使用了最昂貴的CPU，在我們能建立起完整的旋入和共有包層模型的細節之前，我們也只能選擇一些的情況，而不是普遍的對大量的恆星。
必須指出共有包層和密接聯星有很重大的不同點。雖然，這兩者的關係看起來相似，因此經常造成混淆。但前者只是上文所述的動力不穩定過程，典型的時間尺度只有幾年；而密接聯星是兩顆恆星穩定組態的一種聯星系統，典型的時間尺度是數百萬至數十億年。